# Источна Галиција
Источна Галиција (украјински: Східна Галичина; пољски: Galicja Wschodnia; немачки: Ostgalizien) је географски регион у западној Украјини (данашње области Лавов, Ивано-Франкивск и Тернопиљ), који уједно има суштински историјски значај у Пољској.
Галиција је формирана у оквиру Аустријског царства током година 1772–1918. Источна Галиција сада обухвата све Лавовску и Ивано-Франкивску област (целовити региони данашње Украјине), као и Тернопиљску област, са северним појасом који се граничи са бившим Кременечким, Шумским и Ланивецким рејонима и северним делом Збарашког рејона. Западни део Источне Галиције налази се у Пољској (источни део Подкарпатског војводства, укључујући Пшемисл, Санок, Јарослав, Љубачов, Леско и Бјешчади, као и подручја око ових градова и места). Мали део источне Галиције, град Лубича Кролевска и његова околина, такође се налази у Лублинском војводству. Међутим, Томашов Лубелски, више није део Галиције, нити је град припадао аустријској држави током поделе Пољске. Напротив, постаје део Конгресне Пољске, а самим тим и Руског царства, након укидања Варшавског војводства. Површина источне Галиције износи око 46.800 километара квадратних.

## Историја
Западна Галиција је у 1918. години постала део обновљене Републике Пољске, а у њен састав је ушао и део Лемковске области. Локално украјинско становништво прогласило је независност Источне Галиције као Западноукрајинске Народне Републике. Претежно пољско становништво Лавова пружило је отпор, што је довело до Пољско-украјинског рата током којег су Пољаци преузели контролу над целом Галицијом. У пакту са Пољском, Симон Петљура, вођа Украјинске Народне Републике, уступио је Источну Галицију у замену за помоћ против Совјета. Током Пољско-совјетског рата, Совјети су у јулу 1920. године у Источној Галицији основали краткотрајну Галицијску Совјетску Социјалистичку Републику.
Ришким миром од 18. марта 1921. године спорна територија Источне Галиције додељена је Другој Пољској Републици. Силе Антанте су признале пољско поседовање територије тек 14. марта 1923. године.
Украјинци из некадашње Источне Галиције и суседне покрајине Волинија чинили су око 12% становништва Друге Пољске Републике и били су њена највећа национална мањина. Како је политика пољске владе била непријатељски усмерена према мањинама, тензије између владе и локалног становништва су расле, што је на крају довело до настанка милитантне подземне Организације украјинских националиста.

### Источна Мала Пољска
У међуратном периоду, бивша аустријска покрајина Галиција, тада део Пољске, називала се Мала Пољска. Западна Галиција, до реке Сан, називана је Западна Мала Пољска, док је Источна Галиција, источно од Сана, са градом Лавовом, називана Источна Мала Пољска и обухватала је војводства Тарнопољ, Станиславов и Лавов). Према речима пољског историчара Јана Писулинског, коришћење термина Источна Мала Пољска за означавање Источне Галиције је нетачно, јер нема историјско оправдање, већ је само ознака националистичког и пропагандног значаја (слично аналогном термину Западна Украјина који је у исто време користила украјинска страна), који је послужио 1920-их и 1930-их да учврсти везу подручја између река Сан и Збруч са пољском државом и да нагласи наводно аутохтону пољску природу тог региона.
У територијалном смислу, Источна Малопољска није била потпуно идентична Источној Галицији током аустријске поделе. Као резултат административне поделе бивших аустријских територија укључених у Другу пољску републику, како је дефинисано 23. децембра 1920. године,  граница Источне Малопољске у односу на Источну Галицију је значајно померена на запад.  Следећи окрузи су укључени у Лавовско војводство : Тарнобжег, Жешов, Лањцут, Ниско, Колбушова, Пшеворск, Стшижов и Кросно, који су раније били делови Лавовског апелационог судског округа, чија је западна граница била конвенционална граница Источне Галиције унутар Аустроугарске. Северозападну границу Источне Малопољске обележавала је Висла код Сандомјежа.

## Етимологија
Име Галиција, потиче од града Галич који је био прва престоница Галицијске кнежевине. Име потиче од украјинске речи галка што значи „женска врана“, што се огледа у врани у средишту градског раног модерног грба.
Многи такође верују да име Галич (и од њега Галичина/Галиција) потиче од грчке речи халс (грчки: ἅλς), што значи „со“. Византинци и Грци су имали снажан утицај на ове земље и управо је од Грка Галиција, која је била део Кијевске Русије, прешла у хришћанство. У ствари, грчка реч за слану јаму је алики (αλυκή), што снажно указује на то да би Галич могао бити варијација тога. Познато је да је град био богат сољу, која се копала у региону. Током раног средњег века, со је била главни извозни производ Галича. Међутим, данас више нема вађења соли у овом региону.